# Dicamptus atratus
Dicamptus atratus är en stekelart som beskrevs av Tang 1993. Dicamptus atratus ingår i släktet Dicamptus och familjen brokparasitsteklar. Inga underarter finns listade i Catalogue of Life.